# کنستانتین کاوافی
کنستانتین پ. کاوافی (به یونانی: Κωνσταντίνος Π. Καβάφης) ‏ (۱۸۶۳–۱۹۳۳) شاعر و روزنامه‌نگار یونانی بود. او متولد مصر و دارای تابعیت بریتانیایی بود. کاوافی به زبان یونانی و انگلیسی و فرانسه شعر سروده‌است.

## زندگی
کاوافی در ۱۸۶۳ در اسکندریه مصر به دنیا آمد. او تنها فرزند خانوادهٔ کاوافی بود. پدرش در سال‌های جوانی به انگلستان رفت و در شهرهای لندن، منچستر و لیورپول در شرکت‌های تجاری یونانی مشغول کار شد. پدرش در سال ۱۸۴۹ با دختر چهارده ساله‌ای که پدرش تاجر الماس بود ازدواج کرد و یک سال بعد تابعیت بریتانیایی را پذیرفت و پس از مدتی به اسکندریه بازگشت. او ۹ ساله بود که در سال ۱۸۷۲ مجدداً پدرش به هم‌راه خانواده به لیورپول رفتند و در آن‌جا ساکن شدند. سرانجام پدرش در سال ۱۸۷۹ به دلیل معاملات غیرعاقلانه ورشکست شد. او به هم‌راه خانواده به اسکندریه بازگشت و زندگی فقیرانه‌ای را آغاز کرد.

## در زبان فارسی
- در انتظار بربرها ترجمه محمد کیانوش.
- بقیه را به اهل هادس می‌گویم (گزیده‌هایی از سروده‌های کنستانتین کاوافی). ترجمه فرزانه دوستی و محمد طلوعی.
- صبح روان، ترجمهٔ بیژن الهی، نشر بیدگل ۱۳۹۶ (شابک: ۹-۵۷-۷۸۰۶-۶۰۰-۹۷۸)